# Ситник трёхчешуйный
Ситник трёхчешуйный (лат. Juncus triglumis) — вид травянистых растений рода Ситник (Juncus) семейства Ситниковые (Juncaceae).

## Ботаническое описание
Многолетнее травянистое растение, зелёное, с коротким, рыхло-дернистым корневищем. Стебли прямые, округлые, 5—15 см высотой, кверху тёмно-окрашенные, лишь внизу облиственные, при основании с красноватыми безлистными влагалищами. Листья более или менее желобчатые, едва 0,5—0,8 мм шириной, вполовину и более короче стеблей, у основания с тупыми ушками.
Соцветие простое, головчатое, с 3—5 цветками; прицветные листья почти равные, широколанцетные, туповатые или более или менее шиповатые, ржаво-бурые, почти на треть короче околоцветника. Цветки 4 мм длиной; листочки околоцветника равные, яйцевидно-ланцетные, тупые, ржаво-бурые. Тычинки почти равные околоцветнику, пыльники продолговато-яйцевидные, 0,5—0,7 мм длиной, в несколько раз короче нити. Коробочка трехгранная, эллиптическая, тёмно-бурая, с коротким носиком, 6,5—7,5 мм длиной, то есть почти в 2 раза длиннее околоцветника. Семена до 2 мм длиной, с обеих сторон с белыми хвостовидными придатками. Цветение и плодоношение в июле — августе. 2n=50.

## Распространение и экология
Евразия и Северная Америка. Болотистые места тундры и высокогорной зоны.

## Охрана
Вид внесён в Красную книгу Республики Карелия  (охраняется в национальном парке Паанаярви).